# Dubrovačka
La rue Dubrovačka (en serbe cyrillique : Дубровачка) est située à Belgrade, la capitale de la Serbie, dans la municipalité de Zemun et dans le quartier de Donji Grad.
Son nom se réfère à la ville de Dubrovnik, en Croatie.

## Parcours
La rue Dubrovačka naît à la hauteur de la rue Glavna. Elle s'oriente vers le sud-ouest, croise la rue Svetosavska et se termine au niveau de la rue Rabina Alkalaja.

## Architecture

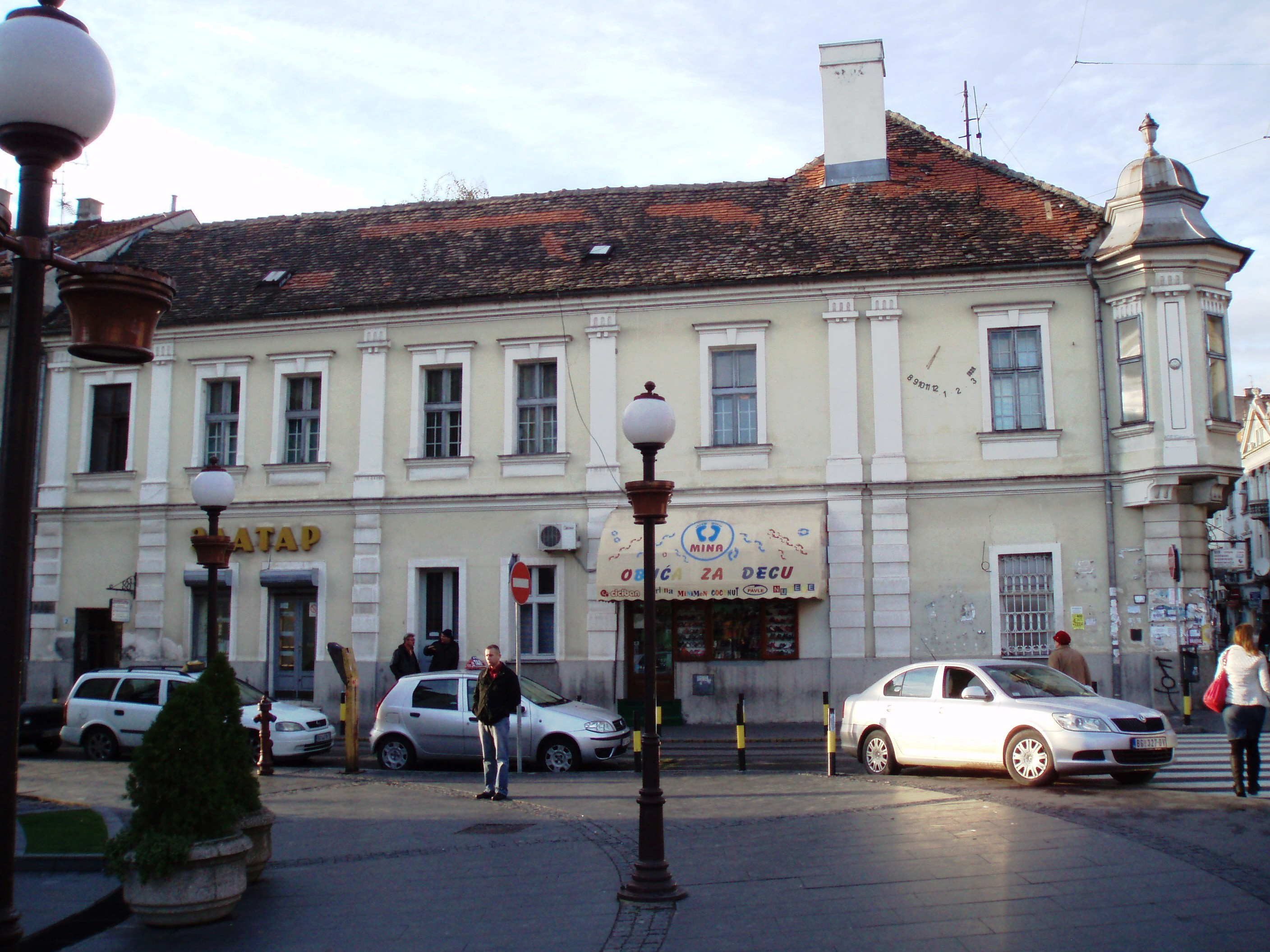
La maison au cadran solaire, façade rue Dubrovačka

À l'angle de la rue Glavna et de la rue Dubrovačka se trouve la maison au cadran solaire, construite en 1823 ; en raison de sa valeur architecturale, ce bâtiment est inscrit sur la liste des monuments culturels protégés de la république de Serbie et sur la liste des biens culturels protégés de la ville de Belgrade.
La maison de Kalmina Levi, située au no 11, a été reconstruite en 1907, sur des plans de l'architecte Franjo Jenč, originaire de Zemun, dans un style Art nouveau.

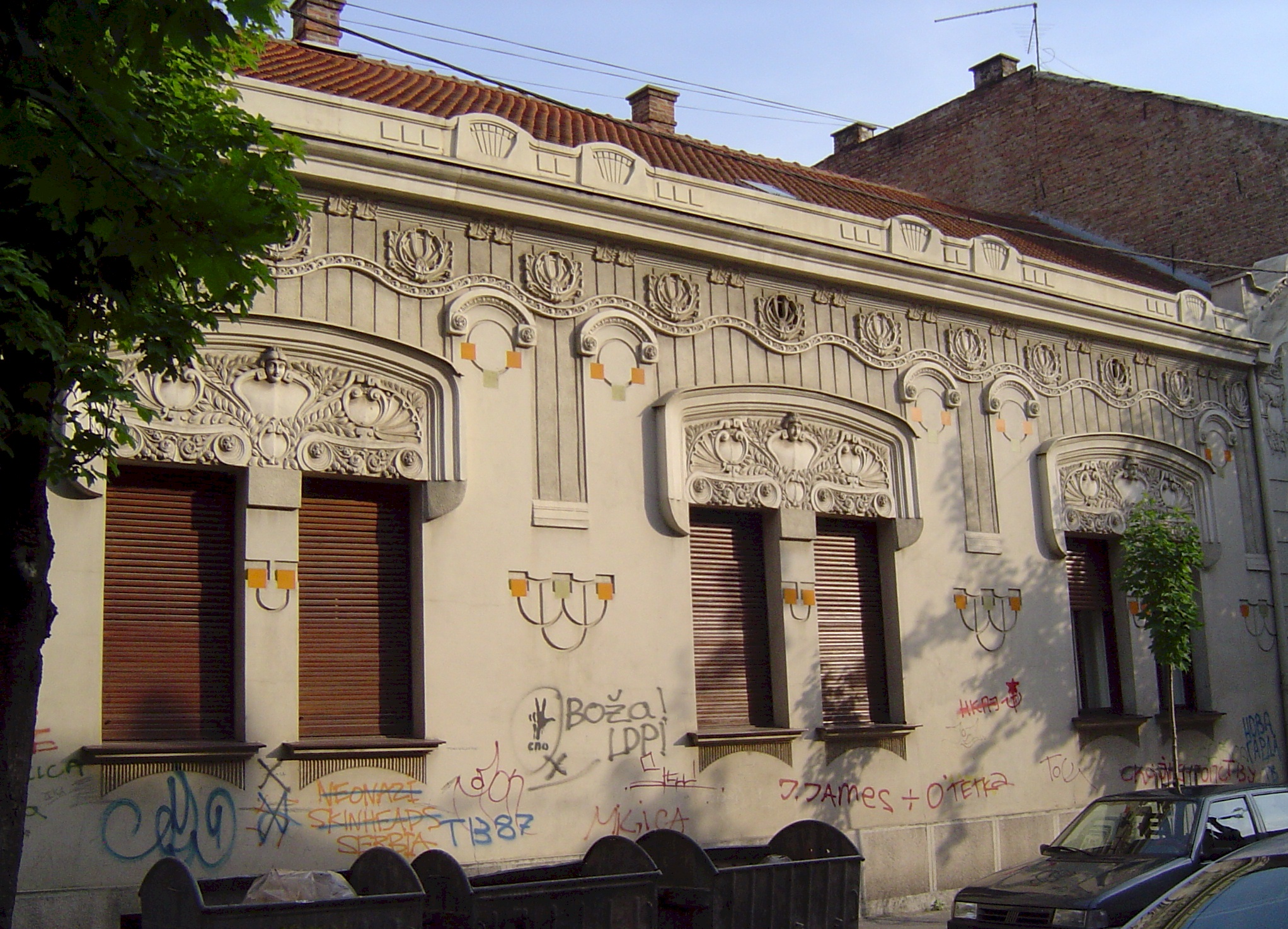
La maison de Kalmina Levi, au no 11

## Religion
La communauté juive de Zemun dispose d'une association établie au 22 rue Dubrovačka.